# Mtama
Mtama es un valiato de Tanzania perteneciente a la región de Lindi. Hasta 2019 era conocido como el "valiato rural de Lindi", con sede administrativa externa en la vecina capital regional homónima.
En 2012, el valiato tenía una población de 194 143 habitantes, de los cuales 4398 vivían en la kata de Mtama.
El valiato se ubica en la esquina suroriental de la región, teniendo costa al este en el Océano Índico y limitando al sur con la región de Mtwara. La ciudad de Lindi se ubica en el centro de la costa del valiato de Mtama. La localidad de Mtama se ubica en el límite con la región de Mtwara, a medio camino entre Masasi y Lindi sobre la carretera B5.

## Subdivisiones
Se divide en las siguientes 30 katas:
- Chiponda
- Kilangala
- Kilolambwani
- Kitomanga
- Kiwalala
- Kiwawa
- Longa
- Majengo
- Mandwanga
- Matimba
- Mchinga
- Milola
- Mipingo
- Mnara
- Mnolela
- Mtama (la capital desde 2019)
- Mtua
- Mtumbya
- Nachunyu
- Nahukahuka
- Namangwale
- Namupa
- Nangaru
- Navanga
- Nyangamara
- Nyangao
- Nyengedi
- Pangatena
- Rutamba
- Sudi